# 李焱
李焱（1963年6月22日—），男，中国天体物理学家，畢業於北京大学地球物理系本科，曾任中国科学院云南天文台台长、研究员，中国天文学会副理事长。